# リクルートコミュニケーションエンジニアリング
株式会社クルートコミュニケーションエンジニアリング (RECRUIT COMMUNICATION ENGINEERING CO., LTD.) はコミュニケーションエンジニアリングという独自の技術を用いた、企業が事業成果を上げるための意欲の喚起と増幅、および決断実践行動の支援サービスを行う企業である。

## 関連企業
- リクルート
- リクルートエージェント
- リクルートエグゼクティブエージェント
- リクルートキャリアコンサルティング
- リクルートメディカルキャリア
- リクルートワークス研究所
- リクルートスタッフィング